# Otterup Kirke
Otterup Kirke er en kirke i Otterup Sogn i Nordfyns Kommune.
Kirken er tilsyneladende nævnt første gang i de bevarede kilder 1524-26, da den blev takseret til 20 mark under landehjælpen. Efter reformationen 1536 var kirken Kronens eje, men den havde nær tilknytning til sognets to herregårde, Ørritslev og Nislevgård. Særligt ejerne af sidstnævnte betænkte flere gange kirken med gaver.
1685 blev kirken tilskødet Christopher Sehested til Nislevgård sammen med Skeby og Lumby kirker. Da Nislevgård 1752 blev omdannet til avlsgård under Ravnholt kom kirken i sidstnævnte herregårds eje, hvilket den var frem til overgangen til selveje 1910. Ravnholt ejer fortsat Sehestedslægtens gravkapel.
Otterup Kirke var senest 1590 anneks til Skeby Kirke.

## Bygning
Den oprindelige, romanske kirke blev opført i kvader- og kampesten på en profileret sokkel. Af denne er bevaret skibets langmure og stumper af skibets vestgavl. I det indre er alle oprindelige detaljer forsvundet under de senere ombygninger. Skibet var cirka 15 meter langt og dermed blandt de større kirker på egnen.
Kirken er blevet udbygget flere gange i 1400- og 1500-tallet. Først blev skibet forføjet og der blev indbygget hvælv. Dernæst rejstes tårnet i vest og det romanske kor blev nedrevet og erstattet af et gotisk langhuskor, der delvis er opført af genanvendte granitkvadre fra det nedrevne kor. Efterfølgende blev våbenhuset bygget foran skibets syddør og i 1500-tallet tilføjedes sidebygningen til våbenhuset. Både tårnets og skibets tagkonstruktioner er fornyet o. 1530-40.
I skibets nordvesthjørne er 1914 opført et gravkapel for Sehested-Juulslægten til Ravnholt (se gravminder nedenfor).

## Kalkmaleri
En kalkmalet sparreudsmykning af ribber og gjordbuen i skibets to hvælvfag fremkom under arbejder 1973. Derudover var der malet nogle naive ansigter med store ører. Det blotlagte blev overhvidtet igen.

## Inventar
Kirkens eneste middelalderlige inventargenstand er den romanske døbefont, der er rigt udsmykket med rankeslyng og hører til en gruppe, der er blevet knyttet til stenhuggeren Hvicmanne.
Store dele af det efterreformatoriske inventar er skænket af ejerne af sognets herregårde, Nislevgård og Ørritslevgård. Prædikestolen er fra 1616 og bærer våbener for Ørritslevgårds ejere, Johan Friis og Karen Krabbe. Den er beslægtet med Gudbjerg Kirkes fra o. 1615, som også blev skænket af Johan Friis. Dåbsfadet er fra 1500-tallet og udført i Nürnberg, men først skænket 1686 af kirkeejer Christopher Sehested til Nislevgård, der ca. 1685 foranledigede, at alterkalken, som Hans Mule til Nislevgård havde skænket 1578, blev omgjort. Forandringen blev udført af Aalborgsølvsmeden Jens Jensen Brun, der imidlertid døde 1685, og da kalken nu er dateret 1687 er den formentlig færdiggjort af en anden sølvsmed.
Jens Pedersen Komløvs alterkande og oblatæske blev sammen med de franske alterstager skænket 1718 af Christian Sehested og Charlotte Amalie von Gersdorff. Ægteparret skænkede samme år en ny, nu tabt, altertavle, der rummede et korsfæstelsesmaleri malet på kobber 1715 af Benoit le Coffre.
Alterbordspanelerne er udført i renæssancestil og fra ca. 1625. Stolestaderne er fra 1637-38 og suppleret 1700. De er udført af samme snedkermester som stolene i Norup Kirke.
Altertavlen er udført 1951 af den lokale kunstner Ellen Hofman Bang og har titlen Menneskesønnens Dag. Der er også bevaret et altermaleri udført 1863 af Jørgen Christensen Schrøder fra MIddelfart, som forestiller Bønnen i Getsemane Have. De fire lysekroner er parvis skænket 1930 og 2009.

## Gravminder
To romanske gravsten kendes fra kirken. En ligger udenfor hovedindgangen ved Otterup Hospital (den lille bygning fra 1722, der nu huser Otterup Museum), en anden indgår i Nationalmuseets samlinger. Flere såkaldte 'bondesten' fra 1600-tallet er lagt i plænen ved sognehuset. I kirken er desuden bevaret tre gravsten fra 1700-tallet, der alle knytter sig til Nislevgård.
I den vestre del af tårnrummet var frem til 1914 indrettet et gravkapel for Christopher Sehested og Merete Urne. Kapellet er fra 1695/99 og var indrettet som en delvis nedgravet kælder, der var afgrænset fra kirkerummet af en halvmur, som også etablerede en åben overetage med brystværn.
Kapellets senbarokke indgangsportal fungerer nu som indgang til Ravnholtkapellet. Den er et karakteristisk eksempel på Michael Tuisch' billedskærerstil, Ældre beretninger fortæller da også at indskriften "Michael Tvisch bilt(hugger)" stod på balustraden, men tilsyneladende på dele, der er blevet fornyede, så indskriften ikke længere findes. Indgangsportalen til Sehestedkapellet dannede forlæg for Brockdorffslægtens gravkapel i Dalby Kirke fra 1700.
Da kapellet blev sløjfet stod ni kister i gravkælderen, mens Christian Sehesteds og Charlotte Amalie von Gersdorffs marmorsarkofager var opstillet på overetagen. Alle kister og sarkofager blev 1914 overflyttet til det kapel, Christian Ove Sehested Juul til Ravnholt lod opføre for at sikre, at de kulturhistorisk interessante monumenter for eftertiden.

## Eksterne kilder og henvisninger
- Wikimedia Commons har flere filer relateret til Otterup Kirke
- Kirkens beskrivelse hos Trap – Kongeriget Danmark, 3. udgave, bind 3, s. 465
- Otterup Kirke Arkiveret 31. januar 2011 hos  Wayback Machine hos nordenskirker.dk
- Otterup Kirke hos KortTilKirken.dk